# Сиви орах
Juglans cinerea, познатији сиви орах, је врста ораха пореклом из источних Сједињених Држава и југоисточне Канаде.

## Распрострањеност
Распрострањеност сувог ораха се протеже на исток до Њу Брансвика, и од јужног Квебека западно до Минесоте, јужно до северне Алабаме и југозапада до северног Арканзаса. Не постоји у већини јужних Сједињених Држава. Врста се такође размножава на средњим надморским висинама (око 610 метара изнад нивоа мора) у сливу реке Колумбије, северозапад тихог океана; као врста ван локације. Дрвеће са 2,1 метра пречника класе у висини груди забележени су у дренажи реке Имнаха тек 26. јануара 2015. Сиви орах фаворизује хладнију климу од црног ораха и његов распон се не протеже на дубоки југ. Његов северни опсег протеже се до Висконсина и Минесоте где је сезона раста прекратка за црни орах.

## Опис
Сиви орах је листопадно дрво које расте до 20 метара у висини а некад и до 40 метара ретко. Сиви орах је врста која споро расте и ретко живи дуже од 75 година. Има 40 до 80 центиметара пречника стабљике, са светлосивом кором.
Листови су наизменични и перасти, дугачки од 40 до 70 центиметара са 11–17 листића, сваки листић 5 до 10 центиметара дуг и 3 до 5 центиметара широк. Листови имају завршни лист на крају стабљике и имају непаран број листића. Цео лист је пахуљасто-пубесцентан и нешто светлије, жутозеленије од многих других листова дрвећа.

### Цветање и плодоношење
Као и други чланови породице ораха, листови сувог ораха у пролеће су везани за фотопериодизам, а не за температуру ваздуха и настају када дужина светла достигне 14 сати. Ово може варирати до месец дана у северном и најјужнијем опсегу његовог опсега. Опадање листова у јесен је рано и почиње када дневна светлост падне на 11 сати. Врста је једнодомна . Мушки ( прашник ) цветови су неупадљиве, жуто-зелене танке ресе које се развијају из пазушних пупољака, а женски ( тучак ) цветови су кратки завршни класови на изданцима текуће године. Сваки женски цвет има светло розе жиг. Цветови оба пола обично не сазревају истовремено ни на једном појединачном дрвету.
Плод је орах у облику лимуна, произведен у гроздовима од два до шест; орах је дугуљасто јајолик, 3 до 6 центиметара дуг и 2 до 4 центиметара широк, окружен зеленом љуском пре зрелости у јесен.

## Екологија

### Тло и топографија
Сиви орах најбоље расте на обалама потока и на добро дренираним земљиштима. Ретко се налази на сувим, компактним или неплодним земљиштима. Расте боље од црног ораха, међутим, на сувим, каменитим земљиштима, посебно онима кречњачког порекла. Сиви орах обухвата каменита тла Нове Енглеске где црни орах углавном нема.
Сиви орах се најчешће налази у увалама, на поточним клупама и терасама, на падинама, у талусима стенских избочина и на другим локалитетима са добром дренажом. Налази се на надморској висини од 1.500 метара у Вирџинији – много веће надморске висине од црног ораха. Орашасте плодове једу дивље животиње.

### Повезани шумски покривач
Сиви орах се налази са многим другим врстама дрвећа у неколико типова тврдог дрвета у мешовитој мезофитској шуми. Повезана је врста у следећа четири северна и централна типа шумског покривача: шећерни јавор – липа, жута топола – бели храст – северни црвени храст, буква – шећерни јавор и речна бреза – јавор. Обично повезана стабла укључују липину (Tilia spp.), касну сремзу (Prunus serotina), букву (Fagus grandifolia), црни орах (Juglans nigra), брест (Ulmus spp.), кукуту (Tsuga canadensis), хикори (Carya spp.), храст (Quercus spp.), црвени јавор (Acer rubrum), шећерни јавор (Acer saccharum), лалино дрво (Liriodendron tulipifera), амерички јасен (Fraxinus americana) и жута бреза (Betula alleghaniensis). У североисточном делу распрострањења често се среће са слатком брезом (Betula lenta), а у северном делу распрострањења повремено са белим бором (Pinus strobus). Шумске састојине ретко садрже више од повременог дрвета маслаче, иако у локалним областима може бити у изобиљу. У прошлости, Западна Вирџинија, Висконсин, Индијана и Тенеси били су водећи произвођачи дрва од сувог ораха.

### Болести

#### Опадање ораха
Најозбиљнија болест сувог орака је опадање ораха. У прошлости се сматрало да је узрочник ове болести гљива Melanconis juglandis. Сада је ова гљива повезана са секундарним инфекцијама, а примарни узрочник болести је идентификован као друга врста гљивице, Ophiognomonia clavigignenti-juglandacearum. Гљива се шири векторски заразним болестима широког спектра, тако да изолација дрвета не нуди заштиту.
Опадање је први пут дошло у Сједињене Државе почетком 20. века, када се појавило на увезеним расадницима јапанског ораха.
Симптоми болести укључују одумирање грана и стабљика. У почетку се штета развија на гранама у доњој круни. Споре које се развијају на овим умирућим гранама шире се кишницом на стабљике дрвећа. Опадања на стабљици се развијају 1 до 3 године након што гране одумру. Врхови дрвећа убијени ранама које опасују стабљике не изникну поново. Обољела стабла обично умиру у року од неколико година. Чини се да потпуно слободно стојећа стабла боље подносе гљивице од оних које расту у густим састојинама или шуми. У неким областима је убијено 90% стабала. Пронађено је да се болест брзо шири у Висконсину. Насупрот томе, чини се да је црни орах отпоран на болест.

#### Хибридна отпорност
Сиви орах се лако хибридизује са јапанским орахом. Хибрид између сивог и јапанског ораха наслеђује отпорност јапанског ораха на болест.

#### Друге штеточине
Болест грозда такође напада сиви орах. Тренутно се сматра да је узрочник организам сличан микоплазми. Симптоми укључују жуту вештичију метлу која је резултат ницања и раста помоћних пупољака који би нормално остали у стању мировања. Заражене гране не успевају да мирују у јесен и убијају их мраз; веома осетљива стабла могу на крају бити убијена. Изгледа да је сиви орах подложнији овој болести од црног.
Пријављено је да обични гракл уништава незрело воће и може се сматрати штеточином сивох ораха  када је популација велика.
Сиви орах је веома подложан оштећењима од пожара, и иако је врста углавном отпорна на ветар, подложна је честим оштећењима од олуја.